# ラリーニッポン
ラリーニッポン（RALLY NIPPON）は、一般財団法人ラリーニッポンが企画・運営する2009年から始まったクラシックカー・イベントである。

## 概要

### 発足

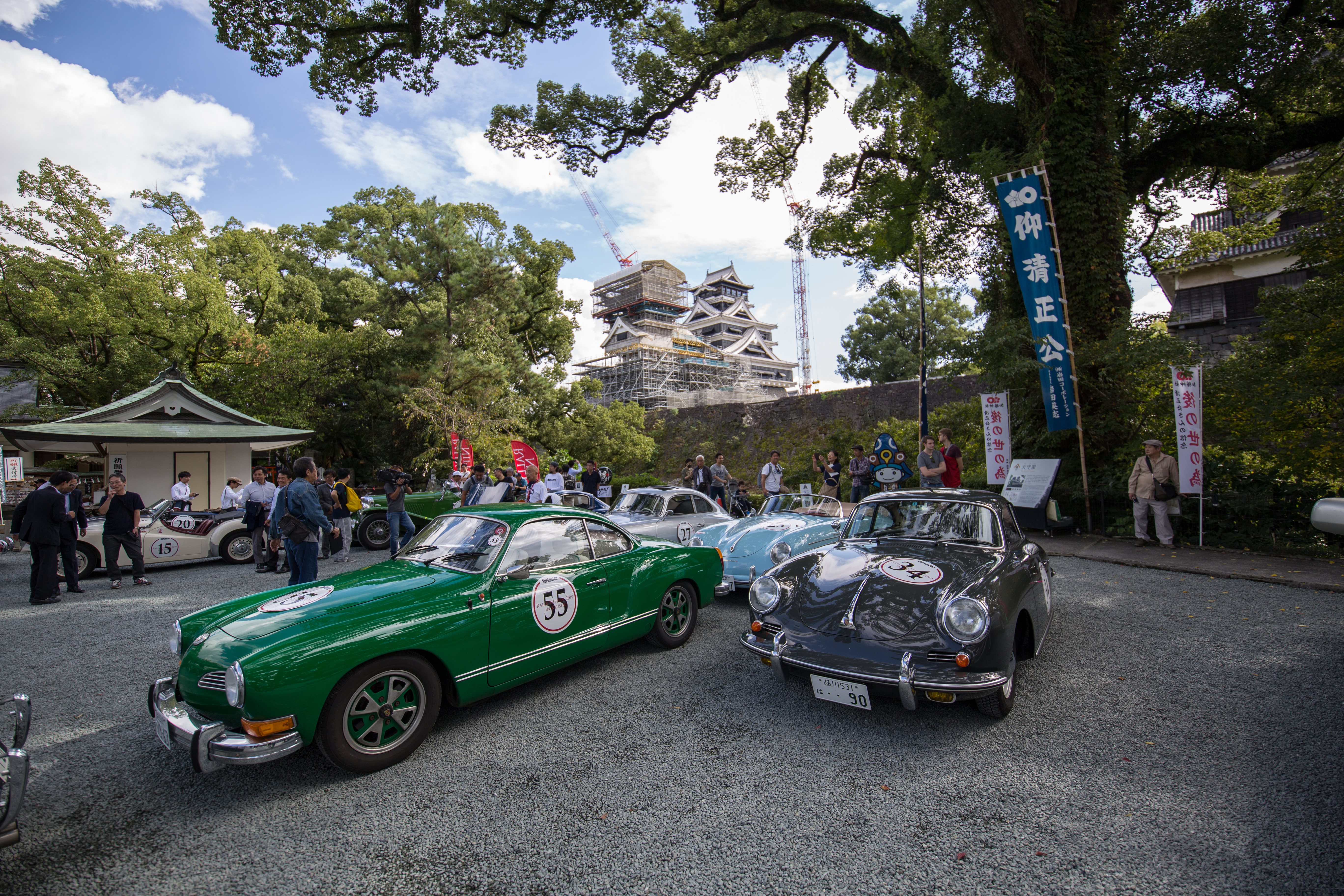
2019年熊本城

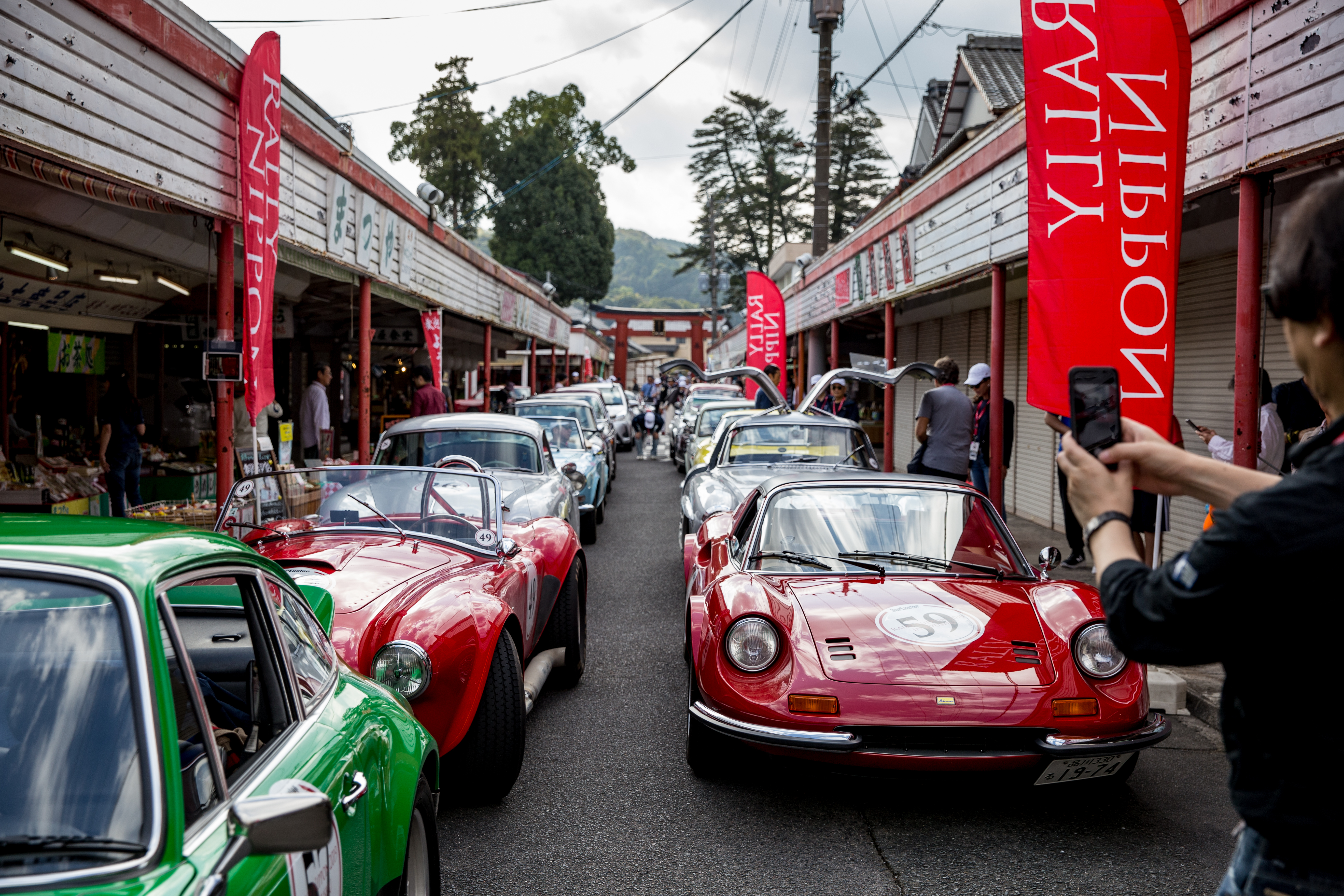
2019年祐徳稲荷神社

一般財団法人ラリーニッポンは、2008年12月1日に、東儀秀樹（評議員）、小林雄介（代表理事）らで発足した。ラリーニッポンというイベント名称は、小林彰太郎（自動車評論家）が名付けたものである。

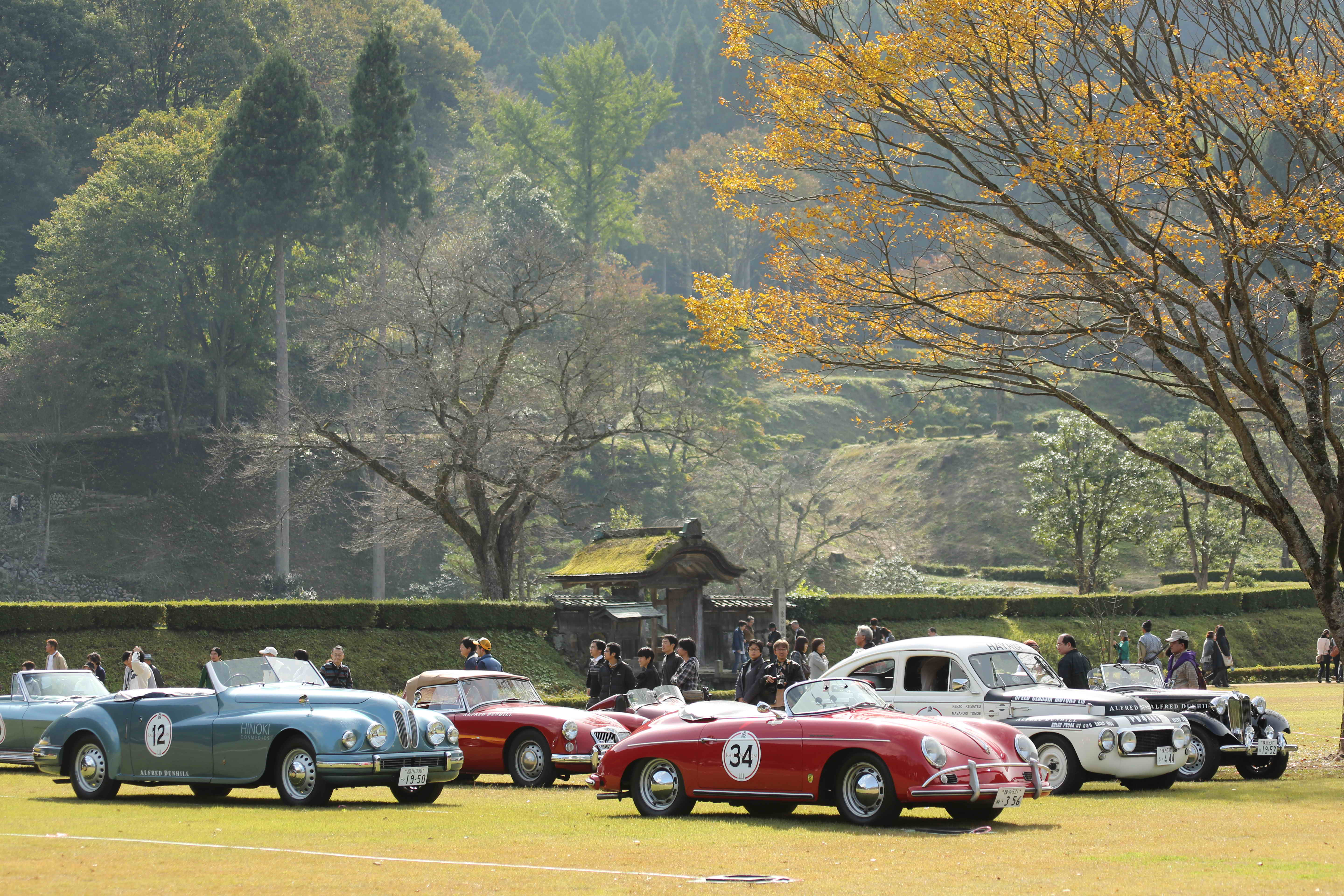
2012年一乗谷朝倉氏遺跡

ラリーニッポン誕生のきっかけは、2007年に東儀と小林がイタリアで毎年開催される世界一のクラシックカーイベント「Mille Miglia (ミッレ・ミリア)」に参加した際、ディナーの度にイタリアをはじめとした各国の参加者からの日本の歴史や文化についての質問にまともに答えられず、自国を知らないことを認識したためととしている:2。

### 趣旨
ラリーニッポンは、日本のクラシックカーイベントで唯一観光庁の後援を得るイベント:2で、タイムトライアル方式のクラシックカーレースとしての側面も残しつつ、日本の誇る世界遺産や文化遺産を4日間かけて巡るいわば大人の旅であり、ラリーとしての単なるツーリングではなく、毎年コースを変えて、日本の歴史・文化を再発見・再認識して日本の素晴らしさを国内外に発信し、日本を元気にしようとする趣旨を掲げている。

### 海外での開催

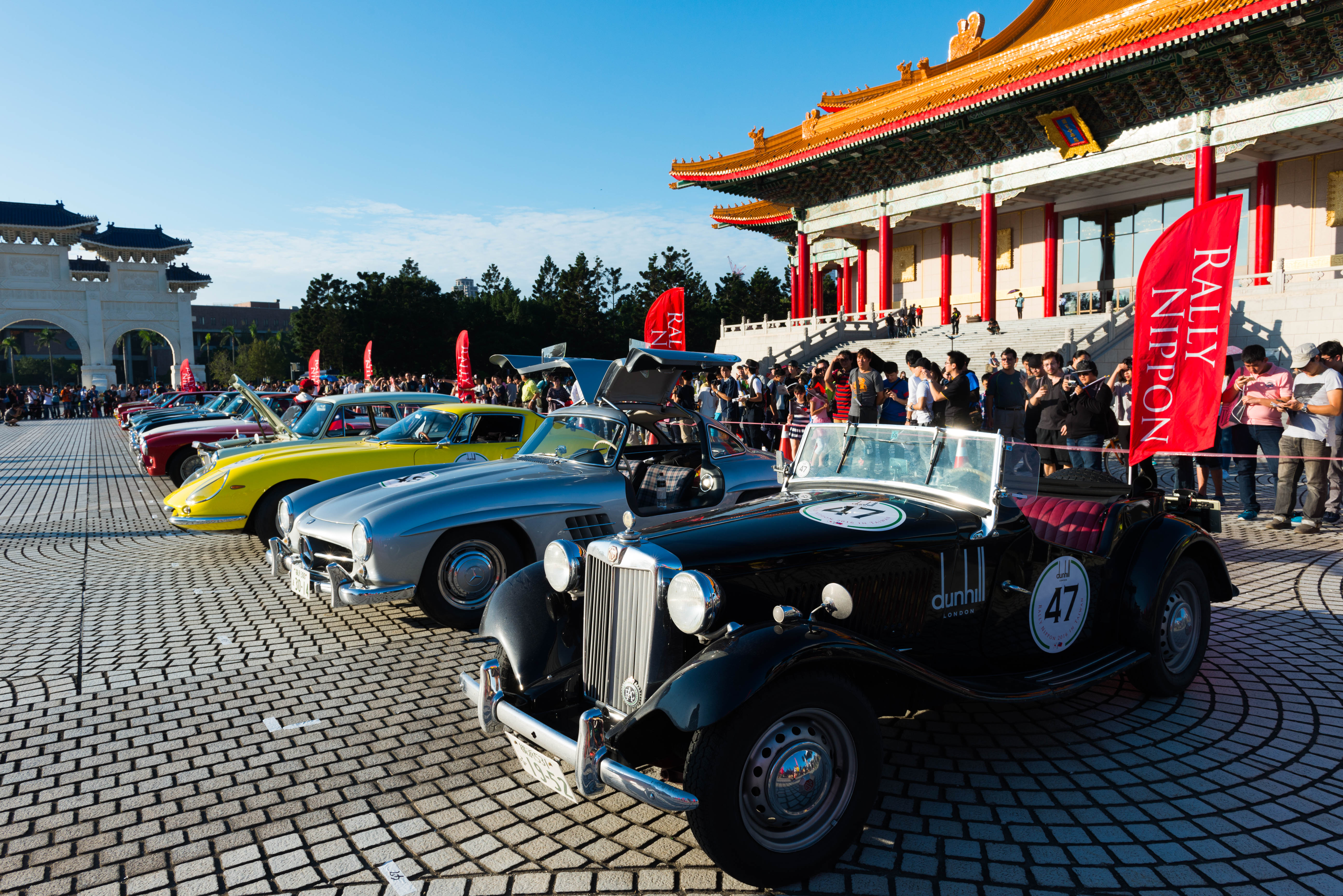
2016年自由広場 in Taiwan

毎年10月中旬から11月上旬の間の4日間で国内開催されてきたが、2013年には東日本大震災の義援金の謝意を伝えるため、初の海外開催として謝謝台湾一周ラリーを開催した（2016年にも開催）。
2018年にはイベント開催10周年記念としてアメリカ・カリフォルニア州サンフランシスコのマリーナ・グリーンをスタートして、モントレー郡カーメル・バイ・ザ・シーにあるペニンシュラホテル所有のクウェイル・ロッジを拠点としたRALLY NIPPON IN CALIFORNIAを開催した。

## 開催年表・ルート
開催12回目の2020年は新型コロナウィルス感染症拡大のため2022年10月に延期して開催予定である。
| 回     | 開催日程                  | ルート | 走行距離 |
| ------ | ------------------------- | --- | -------- |
| 第1回  | 2009年10月17日 – 20日     | 東京・国立劇場→白川郷→彦根城→平等院→薬師寺→東寺→下鴨神社→京都・仁和寺                                                                                                 | 1,027 km |
| 第2回  | 2010年11月05日 – 8日      | 東京・赤坂サカス→横浜中華街→山中湖→奈良井宿→飛騨高山→白川郷→和倉温泉→総持寺→兼六園→琵琶湖→彦根城→薬師寺→京都・上賀茂神社                                              | 1,176 km |
| 第3回  | 2011年10月21日 – 24日     | 東京・靖国神社→元町→浅間大社→強羅→駿府城跡→伊良湖→鳥羽→伊勢神宮→金剛輪寺→多賀大社→長浜→京都・上賀茂神社                                                               | 878 km   |
| 第4回  | 2012年11月03日 – 6日      | 京都・上賀茂神社→東福寺→水口神社→近江八幡→一乗谷朝倉氏遺跡→郡上八幡→うだつの上がる町並み→馬篭・妻籠宿→高遠城址公園→諏訪大社→河口湖→鎌倉鶴岡八幡宮→元町→東京・靖国神社 | 1,083 km |
| 第5回  | 2013年11月28日 – 12月01日 | 台北（総統府前）→台中→南投→台南→高雄→台東→花蓮→宜蘭→台北（自由広場）                                                                                                  | 921 km   |
| 第6回  | 2014年11月07日 – 10日     | 福岡・太宰府天満宮→福岡県護国神社→赤間神社→錦帯橋→出雲大社→姫路城→京都・上賀茂神社                                                                                    | 1,144 km |
| 第7回  | 2015年10月24日 – 27日     | 京都・東寺→善通寺→今治城→しまなみ海道→道後温泉→天赦園→四万十川→高知城→室戸岬→東洋町→神戸→東寺→京都・上賀茂神社                                                        | 1,141 km |
| 第8回  | 2016年11月10日 – 13日     | 台北（総統府前）→桃園→台中→南投→嘉義→台南→屛東→台東→太魯閣→花蓮→宜蘭→台北（自由広場）                                                                                 | 1,108 km |
| 第9回  | 2017年10月21日 – 24日     | 京都・二条城→比叡山延暦寺→山代温泉→白川郷→飛騨高山→軽井沢→修善寺→横浜・大桟橋→東京タワー→ザ・ペニンシュラホテル東京                                                   | 1,107 km |
| 第10回 | 2018年10月29日 – 11月1日  | アメリカ・カリフォルニア州 モントレー郡 | 1,067 km |
| 第11回 | 2019年10月23日 – 26日     | 鹿児島・仙巌園→宮崎→阿蘇神社→別府温泉→熊本城→長崎→祐徳神社→福岡・舞鶴公園                                                                                             | 901 km   |
| 第12回 | 2022年10月26日 – 29日     | 宮城・仙台→東北六県→宮城・仙台 | 1,187 km |
| 第13回 | 2023年10月2日 - 5日       | 札幌・北海道神宮→美瑛→富良野→札幌→支笏湖→ニセコ→洞爺湖→室蘭→ニセコ→小樽→仁木町→ニセコ                                                                                 | 1,014 km |